# Sampierdarena
Sampierdarena (Ligurisch: San Pè d'ænn-a) is een quartiere of wijk in de Italiaanse stad Genua. De wijk ligt zo'n vier kilometer ten westen van het Genovese stadscentrum, aan de kust van de golf van Genua. San Pier ligt aan de linkeroever bij de monding van de Polcevera in de Ligurische Zee. De wijk had eind 2015 ongeveer 35.000 inwoners op een oppervlakte van 3,07 km². De wijk maakt samen met de wijken Belvedere, Campasso, San Bartolomeo, San Teodoro en Angeli het stadsdeel Municipio II (Centro Ovest) uit.
De naam verwijst naar een oude, niet meer bestaande kerk, gewijd aan San Pietro Arena, later San Pier d'Arena. Het dorp verkreeg in 1131 stadsrechten.
Sampierdarena was van 1798 tot 1926 een autonome gemeente. In 1881 werden 19.501 inwoners geteld. In 1926 werd deze samen met achttien andere gemeenten gefuseerd in het nieuwe grotere Genua. De laatste decennia werden gekenmerkt door een grote bevolkingsafname, in 2000 waren er nog 67.741 inwoners.
De komst van de spoorwegen in 1854 bracht een grote industrialisatie in het gebied mee. In de wijk ligt het station Genova Sampierdarena aan de spoorlijnen naar Ventimiglia en Asti. Gio. Ansaldo & C., opgericht in 1853 onder impuls van Camillo Benso di Cavour was een van de toonaangevende bedrijven van de streek, bekend van staalverwerking, scheepsbouw en bewapening van metaal. Het bedrijf werd in 1993 overgenomen door Finmeccanica, tegenwoordig gekend als Leonardo. Sampierdarena was dus ook voor de fusie van 1926 al een belangrijke industriële voorstad net buiten de Ligurische hoofdstad.
De wijk is nu vooral gekend omwille van zijn havendokken onderdeel van de haven van Genua en de industriegebieden.